# 60-69
De jaren 60-69 (van de christelijke jaartelling) zijn een decennium in de 1e eeuw.

## Meerjarige gebeurtenissen

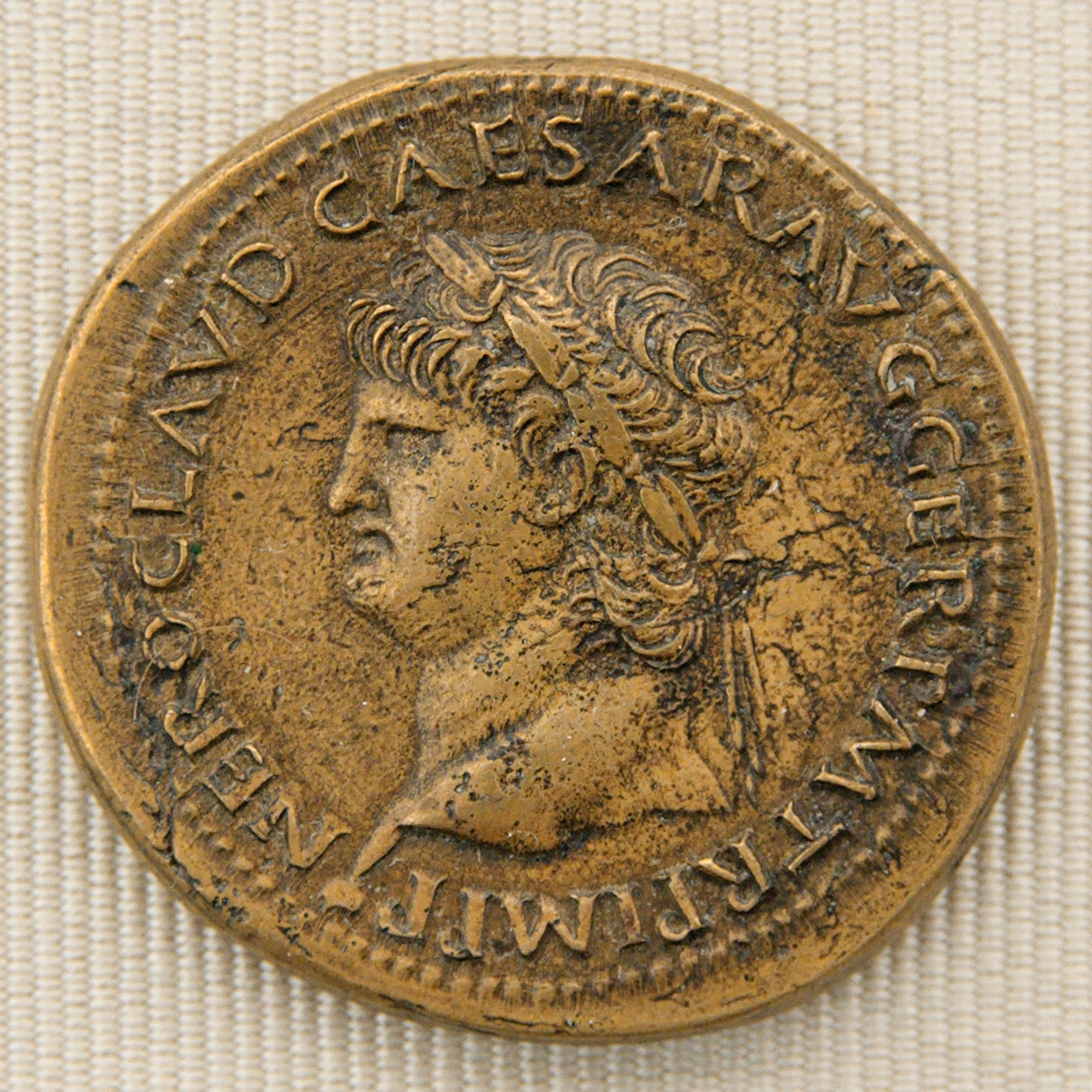
Sestertie met beeltenis van keizer Nero

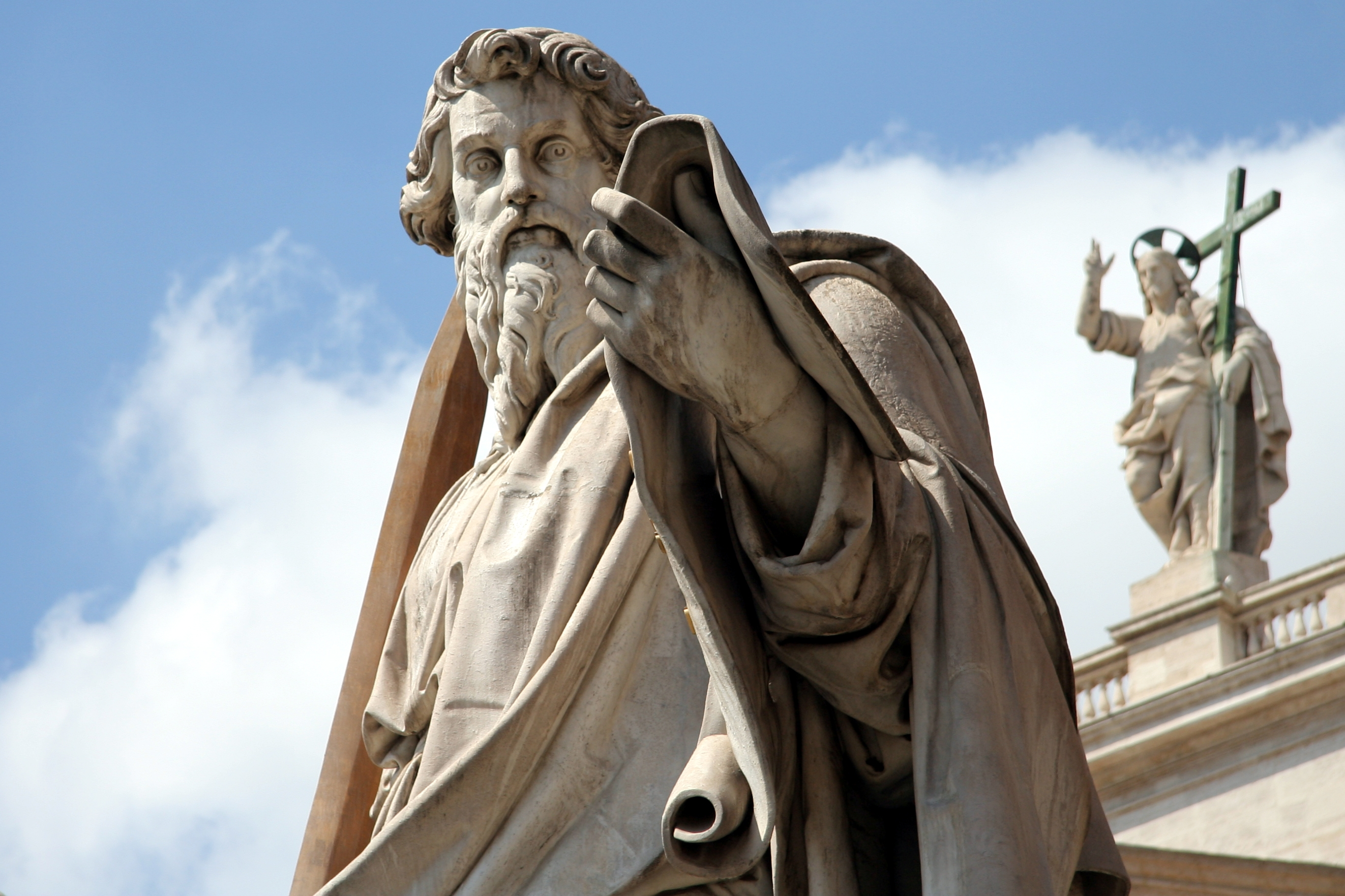
Beeld van de apostel Paulus op het Sint-Pietersplein in Rome

### Romeinse Rijk
- 62 : Als zijn raadsman Sextus Afranius Burrus sterft, laat Nero zijn vrouw Claudia Octavia verbannen en vermoorden. Hij hertrouwt met Poppaea Sabina.
- 64: Grote brand van Rome. Geruchten gaan dat princeps Nero zelf de brand heeft laten aansteken; Nero zelf geeft de schuld aan de Christenen.
- 64-68: princeps Nero laat op de plek van de brand zijn Domus Aurea bouwen.
- 65: Er wordt een complot tegen keizer Nero verijdeld.  Piso, Seneca en zijn neef Lucanus worden gedwongen zelfmoord te plegen.
- 66: Keizer Nero steekt de eerste spade in de grond voor het Kanaal van Korinthe. Dit zal pas in 1893 worden voltooid.
- 67: Keizer Nero eist dat zijn meest bekwame generaal Gnaius Domitius Corbulo zelfmoord pleegt.
- 68: De Romeinse senaat zet Nero af als princeps, veroordeelt hem ter dood en probeert hem gevangen te nemen. Nero pleegt daarop zelfmoord. Dit is het einde van het Julisch-Claudische dynastie en het begin van het vierkeizerjaar.
- 69: Vespasianus komt als overwinnaar uit de strijd en sticht de Flavische dynastie.

### Engeland
- ca60 : De Britse koning Prasutagus sterft. Zijn eigendommen worden door de Romeinen verbeurd verklaard.
- ca61 : Zijn weduwe Boudica komt in opstand. Boudica plundert Londinium.
- ca61 : Slag tussen Boudicca en Paulinus. Suetonius Paulinus slaagt erin de opstand van de Britten neer te slaan.
- vanaf 62: Het oude Londinium wordt volgens het Romeins schaakbordpatroon heropgebouwd.

### Romeins-Parthische Oorlog
- 63 : De Romeins-Parthische Oorlog (54-64) eindigt met de Vrede van Rhandeia.
- 66 : Tiridates I van Armenië wordt door keizer Nero ontvangen en zijn titel als koning van Armenië wordt erkend.

### Levant
- 66-70: Joodse Opstand tegen de Romeinen.

### Lage landen
- 69-70 : In Germania Inferior breekt de Bataafse Opstand uit.
- In Coriovallum wordt een Romeins badhuis gebouwd.

### Godsdienst
- 64-68 : Joden- en christenvervolgingen.
- ca64 : De apostelen Petrus en Paulus zouden tijdens deze periode de marteldood zijn gestorven.

### Publicaties
- ca.60-65: Evangelie volgens Matteüs.
- ca. 60: Hero van Alexandrië schrijft de Metrica, Mechanica en Pneumatica.

## Belangrijke personen
- Nero, princeps van Rome tot zijn dood in 68.
- Vespasianus, keizer van Rome vanaf 69.
- Boudicca, opstandige Britse koningin.
- Gaius Suetonius Paulinus, Romeins generaal.
- Julius Civilis, leider van de Bataafse Opstand tegen de Romeinen.

### Geboren
- 65: Flavia Julia, later Julia Titi, dochter van Titus.
- 68: Matidia, nichtje van Trajanus, later Romeins keizerin.
- 69 of 70: Gaius Suetonius Tranquillus, Romeins biograaf en cultuurhistoricus.

### Overleden
- 64 of 67: apostel Paulus (onthoofd).
- 64 of 67: apostel Petrus (gekruisigd).
- 65: deelnemers en vermeende deelnemers aan een samenzwering tegen keizer Nero, waaronder:
  - Seneca, Romeins filosoof (gedwongen zelfdoding);
  - Lucanus, Romeins dichter (gedwongen zelfdoding);
  - Poppaea Sabina, ex-vrouw van toekomstige keizer Otho, tweede vrouw van princeps Nero.
- 67: Gnaeus Domitius Corbulo, Romeins bevelhebber, pleegt op bevel van Nero zelfmoord in Cenchreae.
- 68: princeps Nero pleegt zelfmoord.
- 69: Keizer Galba, vermoord door de pretoriaanse garde in opdracht van Otho
- 69: Otho pleegt zelfmoord.
- 69: Vitellius wordt vermoord.

<< · 60 · 61 · 62 · 63 · 64 · 65 · 66 · 67 · 68 · 69 · >>
<< · 1-9 · 10-19 · 20-29 · 30-39 · 40-49 · 50-59 · 60-69 · 70-79 · 80-89 · 90-99 · >>